# Пьяное солнце
«Пьяное солнце» (рос., дослівно - "П’яне Сонце") — пісня Микити Алєксєєва, представлена 2015 року, яка очолила російський чарт в iTunes на останньому тижні 2015 року на 6 тижнів.
Хіт потрапив до "топ-100" найбільш розшукуваних пісень у світі за підсумками тижня, посівши 52-ге місце. Таким чином, "П'яне сонце" стало першою російськомовною піснею, яка потрапила в «Тор-100» світового чарту Shazam.

## Опис
Автори пісні — поет Віталій Куровський та композитор Руслан Квінта. За словами Руслана, мелодія пісні йому наснилася у день народження його дівчини. О 5 ранку він прокинувся і записав мелодію на диктофон. Потім Квінт зателефонував Віталію Куровському і той в свою чергу написав текст до мелодії. Випуск пісні відбувся 13 вересня 2015 року.
Наприкінці жовтня Алан Бадоєв зняв кліп на пісню (за рік більше 30 млн переглядів на Youtube), до того ж безкоштовно, а Alekseev ледь не загинув під час зйомки.

## Чарти

### Тижневі чарти
| Чарт (2015)                             | Пікова позиція |
| --------------------------------------- | -------------- |
| Audience Choice Top 100                 | 2              |
| СНД (Tophit Annual General)             | 9              |
| СНД (Tophit General Top 100)            | 1              |
| Росія (Tophit Russian Top 100)          | 1              |
| Росія (Tophit Moscow Top 100)           | 7              |
| Росія (Tophit Saint-Petersburg Top 100) | 4              |
| Україна (Tophit Ukrainian Top 100)      | 2              |
| Україна (Tophit Kiev Top 100)           | 3              |

|

### Річні чарти
| Чарт (2016)              | Позиція |
| ------------------------ | ------- |
| Russia Airplay (Tophit)  | 4       |
| Ukraine Airplay (Tophit) | 11      |

|}

## Нагороди та номінації
| Рік  | Премія                               | Номінація                            | Підсумок                                                         |
| ---- | ------------------------------------ | ------------------------------------ | ---------------------------------------------------------------- |
| 2016 | Премія Муз-ТВ                        | Пісня року                           | Номінація                                                        |
| 2016 | Премія RU.TV 2016                    | Пісня року                           | Нагорода                                                         |
| 2016 | Золотий грамофон                     | Краща пісня                          | [[Зображення:{{{зображення}}}\|thumb\|100px\|left\|{{{текст}}}]] |
| 2016 | Премія Вища Ліга                     | Пісня року                           | [[Зображення:{{{зображення}}}\|thumb\|100px\|left\|{{{текст}}}]] |
| 2016 | TopHit Music Awards                  | Найбільш відтворюваний трек на радіо | [[Зображення:{{{зображення}}}\|thumb\|100px\|left\|{{{текст}}}]] |
| 2016 | TopHit Music Awards                  | Пісня року                           | [[Зображення:{{{зображення}}}\|thumb\|100px\|left\|{{{текст}}}]] |
| 2016 | OOPS! Video Awards                   | Кращий кліп                          | [[Зображення:{{{зображення}}}\|thumb\|100px\|left\|{{{текст}}}]] |
| 2016 | Російська національна музична премія | Краще музичне відео                  | Номінація                                                        |